# Coregonus reighardi
Coregonus reighardi је зракоперка из реда Salmoniformes и фамилије Salmonidae.

## Угроженост
Ова врста је крајње угрожена и у великој опасности од изумирања.

## Распрострањење
Врста има станиште у Канади и Сједињеним Америчким Државама.

## Станиште
Станишта врсте су језера и језерски екосистеми и слатководна подручја.